# Ana Lurdes da Silva Vieira
Ana Lurdes da Silva Vieira, mais conhecida como Lurdinha (Campinas, 9 de abril de 2001), é uma futebolista brasileira que atua como Atacante. Atualmente defende o Fluminense.

## Carreira
Lurdinha iniciou a carreira na base do Corinthians em 2017, onde disputou o Campeonato Paulista Sub-17 com a equipe, mas não passou da primeira fase da competição.[carece de fontes?]
Em 2018, a atleta "voltou pra casa" ao assinar com a equipe feminina da Ponte Preta. Na disputa do Campeonato Paulista, Lurdinha ajudou a equipe campineira a chegar até a segunda fase, onde foi eliminada. No Campeonato Brasileiro, Lurdinha jogou todas as 16 partidas que a Ponte Preta disputou na competição e marcou um gol. Ela e a equipe foram eliminadas nas quartas de final pelo Corinthians. Após a eliminação com a equipe de Campinas no brasileiro, Lurdinha foi disputar a Libertadores pelo Osasco Audax, onde Lurdinha jogou apenas uma partida e não marcou gols e a equipe paulista foi eliminada ainda na primeira fase da competição.[carece de fontes?]
Em 2019, Lurdinha acertou com o Palmeiras, onde ajudou a equipe na disputa do Brasileiro Série A2. Lurdinha disputou 11 jogos e marcou dois gols, o Palmeiras chegou até às semifinais onde foi eliminado pelo São Paulo, no entanto, mesmo eliminado, o Palmeiras de Lurdinha conseguiu o acesso para o Campeonato Brasileiro de 2020. No Campeonato Paulista, o Palmeiras foi eliminado na segunda fase da competição. Na Copa Paulista, o Palmeiras venceu a final contra o São Paulo, conquistando o título da competição e o primeiro de Lurdinha com a equipe alviverde.
Em 2020, Lurdinha seguiu no Palmeiras e disputou o Campeonato Brasileiro, jogou 12 jogos mas não marcou gols e a equipe foi eliminada pelo Corinthians nas semifinais. Também nas semifinais, mas desta vez no Campeonato Paulista, o Palmeiras de Lurdinha foi eliminado nos pênaltis novamente pelo Corinthians
Em 2021, Lurdinha assinou com a Ferroviária e disputou a Libertadores de 2020 (realizada em 2021 por conta da COVID-19) e venceu o título com a equipe de Araraquara ao derrotar a equipe feminina do América de Cali na final. Lurdinha jogou as seis partidas disputadas pela Ferroviária na competição, mas não marcou nenhum gol. No Campeonato Brasileiro, Lurdinha disputou 16 partidas pela Ferroviária e marcou três gols, mas a Ferroviária foi eliminada nas semifinais pelo Corinthians. Novamente nas semifinais, Lurdinha e suas companheiras de equipe foram eliminadas para o Corinthians, desta vez no Campeonato Paulista. Na Libertadores de 2021, a equipe de Lurdinha foi eliminada nas semifinais pelo Independiente Santa Fe nos pênaltis.
Em 2022, Lurdinha seguiu na Ferroviária, mas pouco atuou durante a temporada na equipe paulista, foram apenas dois jogos disputados no Campeonato Paulista, no qual sua equipe foi eliminada pelo Palmeiras nas semifinais.
Em 2023, Lurdinha se transferiu para o Fluminense após não estender vínculo com a Ferroviária. No Campeonato Carioca, Lurdinha marcou o gol da vitória sobre o Flamengo, mas a equipe tricolor foi eliminada pelo rubro negro nas semifinais do estadual.

## Títulos
Palmeiras
- Copa Paulista: 2019[carece de fontes?]

Ferroviária
- Libertadores: 2020[carece de fontes?]